# Gastoon
Gastoon is een stripreeks rond het gelijknamige personage. Het is een spin-off van Guust. De reeks, die na twee albums werd stopgezet, bestaat uit gags van één pagina. Tekenaar was Simon Léturgie, de scenario's werden geschreven door Jean Léturgie en Yann. 
Het eerste album verscheen in 2011, het tweede een jaar later. Gastoon werd uitgegeven door Marsu Productions.

## Geschiedenis
Het personage Gastoon werd in 1973 bedacht door André Franquin voor de stripreeks Guust. Gastoon treedt er op als het - naamloze - neefje van Guust Flater in enkele publicitaire gags, meer bepaald voor batterijen van Philips, voor Kodak en voor dilektron, een elektronisch spel.
In 2011 stelde Marsu Productions de nieuwe reeks Gastoon voor. Fans van Franquins werk lieten op internet hun ongenoegen blijken. De uitgeverij - die de rechten bezit op Franquins oeuvre als Guust en Marsupilami - verdedigde zich door te stellen dat Franquin uitgever Jean-François Moyersoen zelf nog opdracht heeft gegeven om een geschikte tekenaar te vinden voor een reeks rond Guusts neefje. Franquin zou de plannen voor de reeks nog besproken hebben en de reeks Gastoon zou zijn wensen dan ook respecteren, aldus de uitgever. Er zouden dan ook een aantal auteurs getest zijn. Moyersoen nam in 2010 uiteindelijk Yann onder de arm. Yann besloot samen te werken met Jean en Simon Léturgie. Yann had onder meer voor de Marsupilami nog samengewerkt met Franquin, Jean Léturgie had dan weer meegewerkt aan het tekenfilmproject De Banjers. Ook Simon heeft Franquin als kind een paar keer ontmoet.
Hoewel het een compleet andere reeks betreft, bevat de reeks duidelijke verwijzingen naar Guust: de personages uit het eerste album lijken op personages uit Guust, er wordt letterlijk verwezen naar Gastoons oom en bepaalde situaties, personages en uitvindingen keren terug.
Het eerste album draait vooral rond Gastoon en zijn vriendjes Jannie, Juul en Demesmaeker. Het tweede album speelt zich volledig op het platteland af en op Lemat na komt geen enkel nevenpersonage uit het eerste album hierin terug.
In 2013 werd Marsu Productions en daarmee de rechten op Guust en Gastoon overgekocht door uitgeverij Dupuis. Na overleg met deze nieuwe uitgever werd de reeks stopgezet. Het derde album, dat in het teken zou staan van een dierentuin, was al deels afgewerkt. De tegenvallende verkoop zou hierin een rol gespeeld hebben, net als verzet van Isabelle Franquin, de dochter van André Franquin, om de reeks nog verder te zetten.

## Personages
Gastoon
Het neefje van Guust Flater. Uiterlijk lijkt hij sterk op zijn oom. Ook hij is inventief, een natuurvriend. Maar hij is vol energie en helemaal mee met de modernste snufjes. Hij haalt graag kattenkwaad uit met z'n vrienden. Hij is circa tien jaar oud.
Lemat
De surveillant op Gastoons school. Hij zou niet slim genoeg zijn om echte leraar te worden. Hij deelt vaak straf uit en houdt er niet van dat zijn blitse, rode auto vuil wordt. Zijn grote hobby is kruiswoordraadsels invullen. In de schoolvakanties is hij boswachter, waar hij even streng optreedt als op school.
Jannie
Het liefje van Gastoon, naar wie ze opkijkt. Ze vertoont sterke gelijkenissen met Guusts Jannie. Ze heeft een grote bril en lang, ros haar dat ze in twee staarten draagt. Haar haarspelden hebben steeds de vorm van een dier of de kop van een dier. Ze is een nog grotere natuurvriend dan Gastoon.
Juul
Hij lijkt sterk op Joost uit Guust. Het is de beste vriend van Gastoon.
Demesmaeker
Hij lijkt sterk op meneer Demesmaeker uit Guust. Hun relatie werd niet gespecificeerd, maar hij heeft ook een grote bril, zwart haar en een lange neus. Hij is ook zwaarlijvig, wat veroorzaakt dat hij snel uitgeput is. Hij behoort tot het vriendengroepje van Gastoon.
Wilco
Een vriendje van Gastoon dat op het platteland woont.
Elvire Verduyn
Een meisje van het platteland en een vriendinnetje van Gastoon. Haar ouders doen aan biologische landbouw. Zelf is ze ook een grote natuurliefhebber. Ze kan niet zwemmen, wat haar soms in de problemen doet verzeilen.
Naast deze vrienden is er ook nog een vriend met grote uiterlijke gelijkenissen met Bennie Blunder.
Rocco
Een grijze roodstaartpapegaai. Hij kan zinnen nazeggen, Gastoon en zijn vrienden maken daar dan ook graag gebruik van.
De parkopzichter
Hij komt ook voor in de reeks Guust. Hij wil dat er orde en rust heerst in het park, iets dat verstoord wordt door Gastoon en zijn vrienden.
Opa Symforius
Gastoons grootvader, een oude man met wandelstok, wit haar en een grote witte snor. Gastoon logeert bij hem als hij op vakantie is op het platteland. Hij heeft op zolder heel wat uitvindingen van Guust.
Loopneus en de grote Rowan
Twee kwajongens die Gastoon en zijn vriendjes het leven zuur proberen te maken op het platteland. Ze bijten echter meestal zelf in het stof.

## Albums
1. Opgelet, flaterend neefje! (2011)
2. In een goed blaadje! (2012)